# 京兆郡
京兆郡（けいちょう-ぐん）は、中国にかつて存在した郡。三国時代から唐代にかけて、現在の陝西省西安市一帯に設置された。

## 概要
漢代の京兆尹を前身とした。220年（黄初元年）、三国時代の魏により京兆郡と改められた。京兆郡は雍州に属した。221年（黄初2年）、曹礼が秦公となると、京兆郡は秦国と改められた。244年（正始5年）、秦国は京兆郡にもどされた。
晋のとき、京兆郡は長安・杜陵・覇城・藍田・万年・新豊・陰盤・鄭の9県を管轄した。
北魏のとき、京兆郡は長安・杜・鄠・山北・新豊・覇城・陰盤・藍田の8県を管轄した。
583年（開皇3年）、隋が郡制を廃すると、京兆郡は廃止されて、雍州に編入された。607年（大業3年）に州が廃止されて郡が置かれると、雍州は京兆郡と改称された。京兆郡は大興・長安・始平・武功・盩厔・醴泉・上宜・鄠・藍田・新豊・華原・宜君・同官・鄭・渭南・櫟陽・高陸・三原・涇陽・雲陽・富平・華陰の22県を管轄した。
618年（武徳元年）、唐により京兆郡は雍州と改められた。713年（開元元年）、雍州は京兆府に昇格した。

## 僑置京兆郡
南北朝時代の南朝においては、京兆郡の本土が北朝の統治下にあったため、僑郡の京兆郡が置かれた。

### 雍州の京兆郡
東晋のときに襄陽に置かれたが、朱序が前秦に降ると、失陥した。386年（太元11年）に再び設置された。南朝宋の初年、京兆郡は藍田・鄭・池陽・南覇城・新康の5県を管轄していた。457年（大明元年）、盧氏・藍田・覇城の3県を分離した。京兆郡は杜・鄧・新豊の3県を管轄した。南朝斉のとき、京兆郡は鄧・新豊・杜・魏の4県を管轄した。

### 北京兆郡
417年（義熙13年）、東晋の劉裕の北伐が成功して、長安周辺を回復すると、北京兆郡が置かれた。418年（義熙14年）、夏の赫連勃勃に長安を奪われると、北京兆郡は失われた。南朝宋の景平年間に再び置かれた。南朝宋初の北京兆郡は北藍田・覇城・山北の3県を管轄した。

### 西京兆郡
東晋の末年、三輔の流民を集めて漢中に西京兆郡を僑置された。南朝宋のとき、西京兆郡は秦州に属し、杜・藍田・鄠の3県を管轄した。南朝斉のときには京兆郡と称し、杜・藍田・鄠の3県を管轄した。

### 梁州の京兆郡
南朝斉のとき、梁州に京兆郡が置かれた。